# Conwy (fiume)

L'estuario del fiume Conwy

Il Conwy - o anche: Conway (forma anglicizzata) - è un fiume del Galles settentrionale che scorre per 27 miglia (43 km) attraverso la contea omonima: nasce dal Llyn Conwy ("Lago Conwy"), nella brughiera di Migneint, e sfocia ad estuario nel Mare d'Irlanda, in corrispondenza della Baia di Conwy, presso la cittadina di Conwy.
Oltre alla città omonima, attraversa, tra l'altro, le località di Betws-y-Coed, Llanrwst, Trefriw, Dolgarrog, Tal-y-Cafn e Deganwy.
Il principale affluente è il Llugwy. Gli altri affluenti sono il Machno, il Lledr e il Crafnant.

## Galleria d'immagini

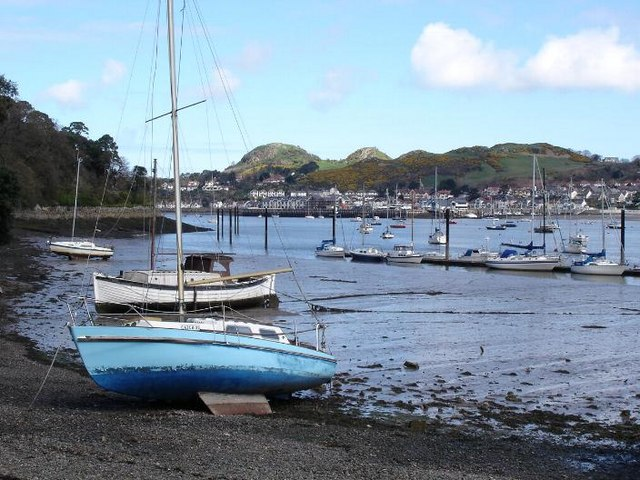
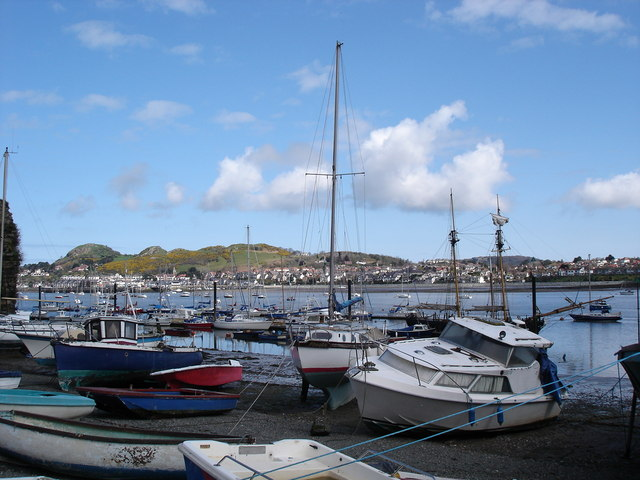
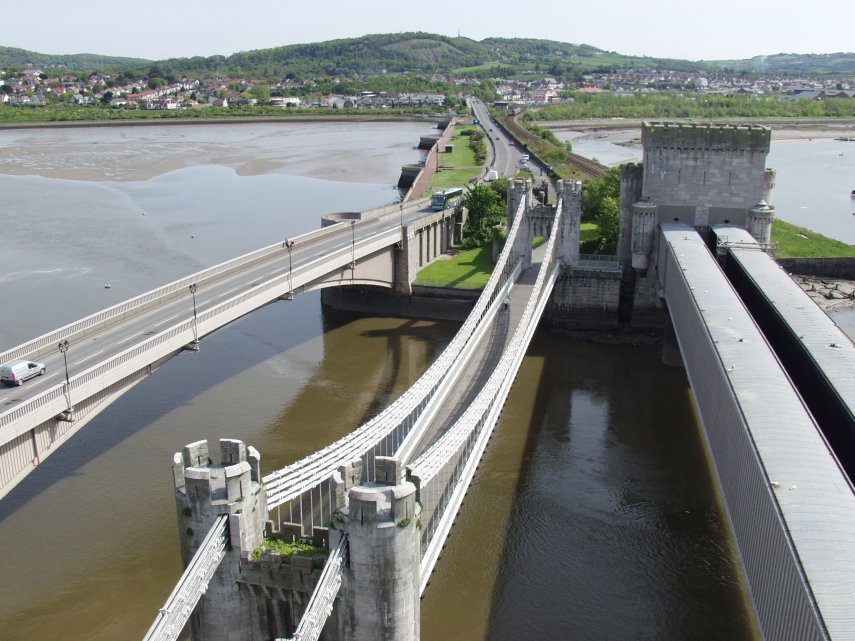

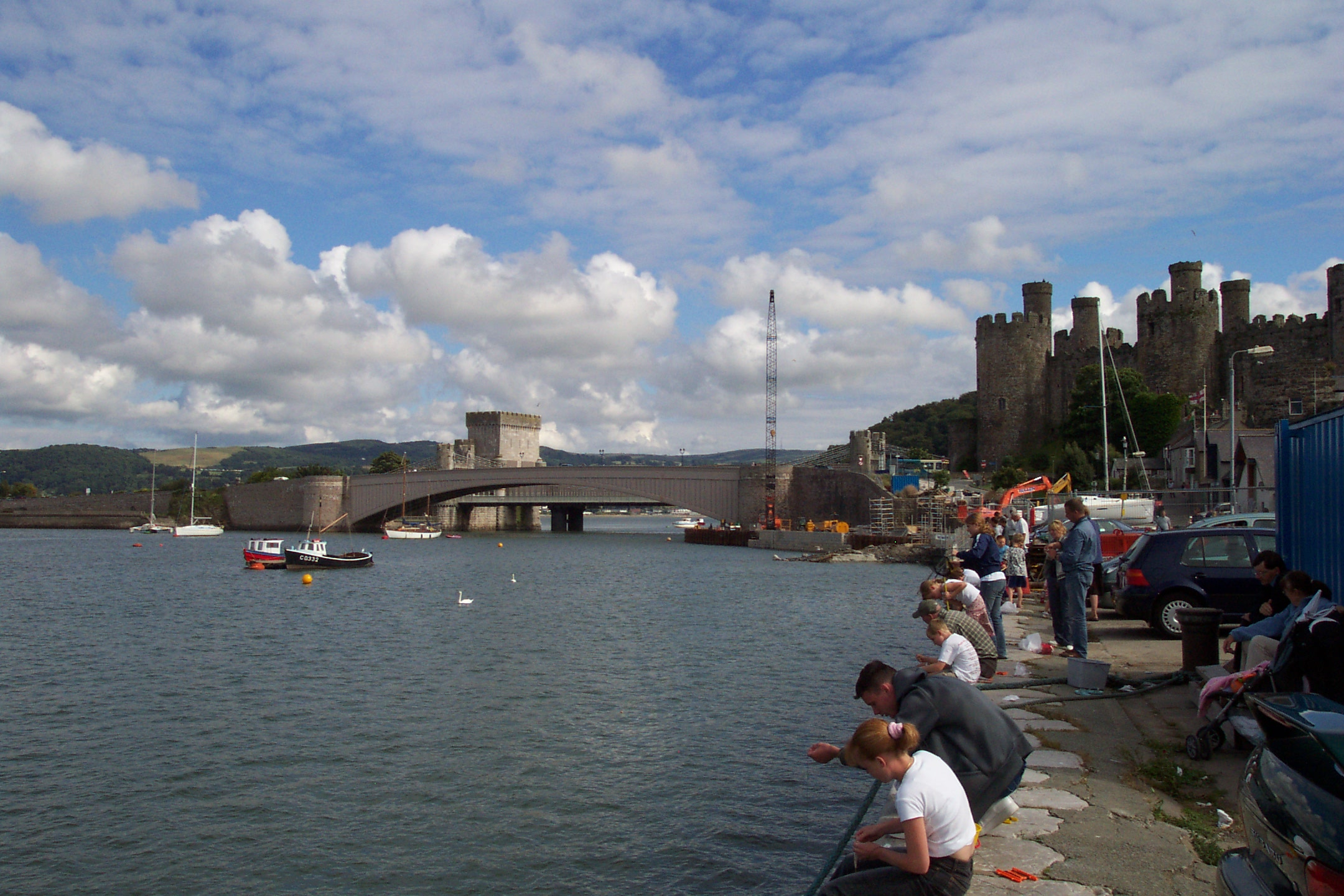
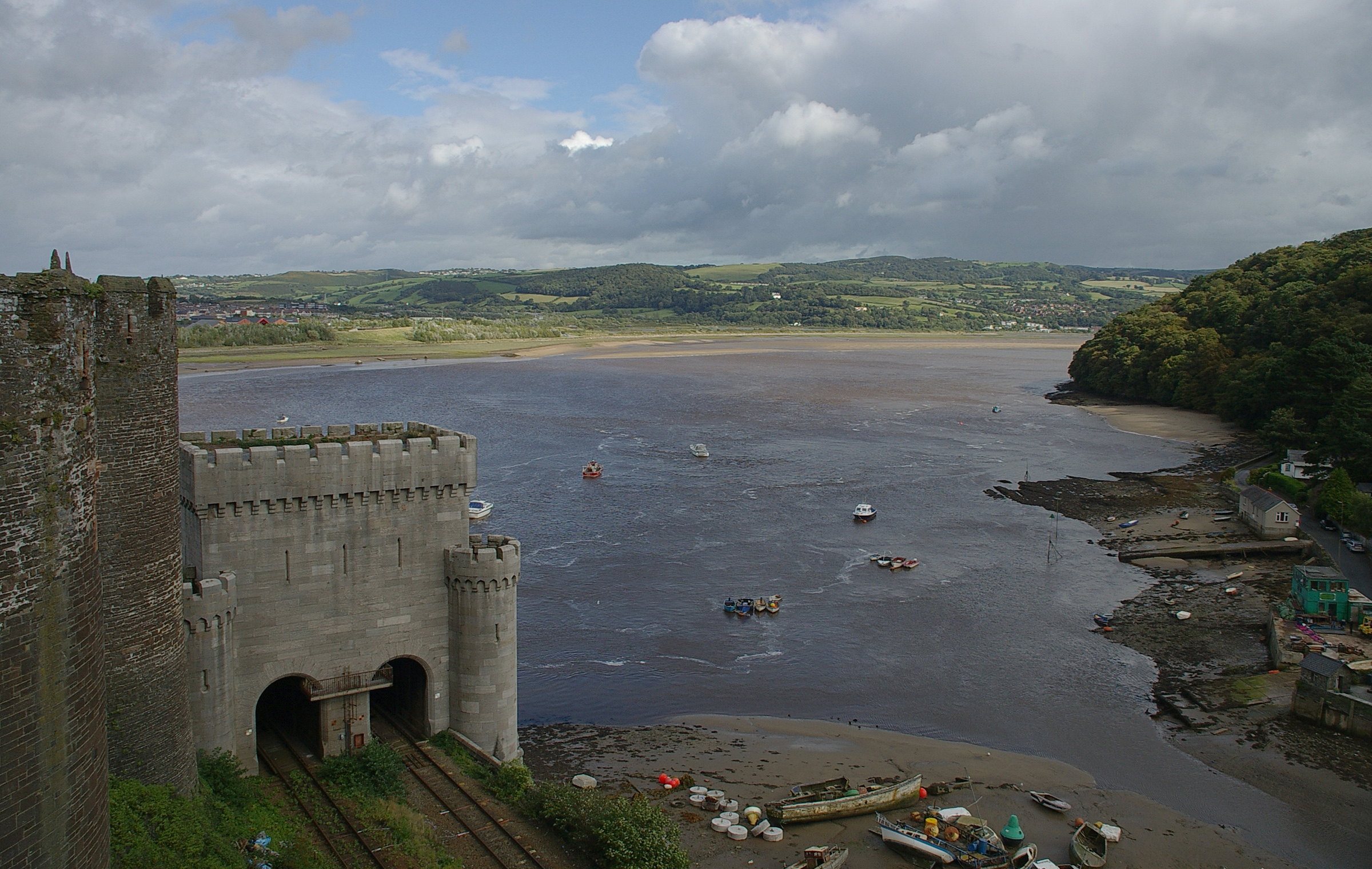
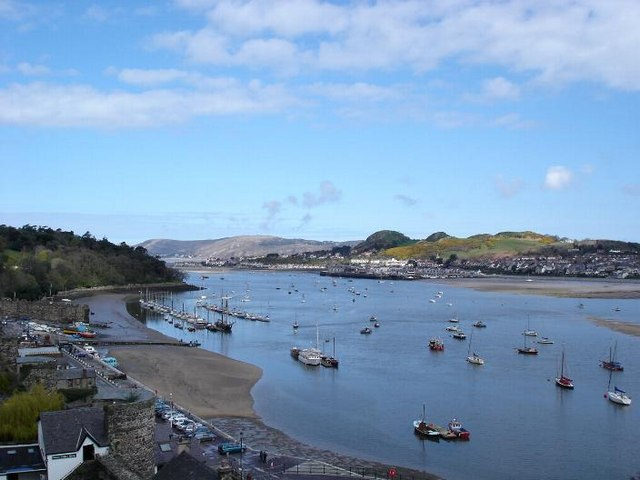